# دنویل (ایلینوی)
دنویل، ایلینوی (به انگلیسی: Danville, Illinois) یک شهر در ایالات متحده آمریکا با جمعیت ۳۳٬۰۲۷ نفر است که در ایلی‌نوی واقع شده‌است.

## موقعیت جغرافیایی
موقعیت جغرافیایی شهرها و مناطق اطراف به شرح زیر است: